# Димчо Павлов
Димчо Павлов Павлов е български скулптор и художник.

## Биография
Павлов е роден в Пловдив, България на 29 декември 1944 г. През младежките си години живее в Пловдив.
Учи в Техникума по дървообработване, специалност „Дърворезба“. След завършване на средното училище посещава курсове по рисуване в Националната художествена академия в София като подготовка за приемни изпити. През 1967 г. постъпва в Художествената академия в Любляна, специалност „Живопис“ и се дипломира при проф. Максим Седей през 1971 г.

### Словенски период
По време на следването си Павлов работи в Народния музей в Любляна като главен реставратор на дърво при подготовката на изложбата „Столът през пет хилядолетия“. След дипломирането си се заселва със семейството си в Копер и продължава реставрационната дейност в Регионалния музей. От 1972 до 1976 г. преподава изобразително изкуство в основните училища край Копер. Получава помещение за ателие и започва да реализира своя художествен израз. Поставя началото с живопис и постепенно преминава към монументални релефни пластики от дърво, като главно изобразява длани. Изкуствоведът Aлександър Бассин ги определя като „скулпто-картини“. През онзи период Павлов представя творбите си на 14 изложби на скулптори, картини и графики в разни словенски градове и участва в 2 симпозиума в Порторож и Върхника.

### Български период
През 1976 г. със семейството си се преселва в своя роден град Пловдив. Там работи като творец на свободна практика. Колегите му по професия отначало приемат с неразбиране начина на творчество на Павлов, който няма много общо с установения тогава в България стил социалистически реализъм. В неговата работа се е усещало влиянието на Люблянската художествена школа, заради което отначало са го определяли с прилагателното »словенски«. След 10 години и след удостояването му с разни признания наименованието му се променя на »пловдивски« художник.
Изложбата на картини в Пловдив (Графична база, 1981) и изложбата на скулптури и рисунки в София (СБХ, 1988) определя като преломни в своето творческо развитие.
Павлов е изключително работоспособен и плодовит автор с широк дух. Твори основно като скулптор, график и дизайнер на архитектурно пространство. Проектира вътрешното оформление на банки и многобройни работни пространства. Оставя също нереализирани проекти за оформяне на рекреационни пространства и детски площадки.
При пътуванията си из Европа придобива знания, опит и с интерес изучава живота в другите страни, но винаги отново се връща в своя любим Пловдив. Димчо Павлов умира в Пловдив на 18 март 1996 г.

## Изложби и симпозиуми
От 1975 г. до смъртта си е представил своите произведения на самостоятелни изложби в Словения, Югославия, Италия, Полша, Германия, Франция, Португалия и България.
От 1963 г. нататък: в Любляна, Порторож (Словения), Пловдив, София, Габрово (България), Муджа, Будузо (Италия), Лабин, Загреб, Риека (Хърватия), Барселона (Испания), Ница (Франция), Истанбул (Турция), Ополе (Полша), Виена (Австрия), Франкфурт (Германия), Ню Йорк (САЩ) и др.
Павлов участва в 18 симпозиума на скулпторите в Австрия, Словения, Франция, Италия, Израел, България и Португалия, където неговите монументални каменни скулптури все още стоят.

## Скулптури в Пловдив
Най-важните творби:
- Възпоминателен знак-арка по повод 100-годишнината от Първото международно пловдивско изложение - панаир (1992), Цар Симеоновата градина в Пловдив, размер 3 x 2,20 м, камък и бронз;
- Фонтан в двора на фабриката  на Тютюнева промишленост, ул. Кирил Христов, № 8, Пловдив, (1988 г.), размер 10 x 8 x 3 м, гранит;
- Декоративна решетка, шадраван във фоайето на Областната администрация Пловдив, пл. Н.Мушанов 1, bul. 6-ti septemvri, 4002 Plovdiv,  (1985), фасада: 25 м2 и 8 м2, камък, фонтан, 1,5 x 1,5 м, бронз и камък.
- Декоративна фасада на входа в Клиниката по детска хирургия в Пловдив, бул. Пещерско шосе 66,  Пловдив (1983 г.), размер 40 м2, бетон и декоративна решетка покрай стълбището в клиниката, размер 100 м2 бетон.
- Стол на панаира, Пловдив, размер 2,5 x 2 м, камък.
- Проекти за интериор на Райфайзен банк и други фирми в Пловдив.
- Скулптура – трон – награда за ежегодни постижения в изкуството и журналистиката, 30 x 20 x 20 см, бронз, наградата се връчва от 1989 г. нататък.

## Награди
- 1979 – златен медал за постижения в изкуството, София
- 1981 – 1-ва награда за плаката „1300 години България“
- 1986 – 2-ра награда за проект на паметник в Ленинград
- 1989 – награда за постижения в областта на изкуството, Пловдив
- 1991 – 1-ва награда за скулптура, Сардиния, Италия
- 1996 – Носител на знак I степен за цялостно творчество, Пловдив, посмъртно

## Членство
- Съюз на дружествата на словенските художници (Association des Artistes Slovenes des Arts Plastiques)
- Съюз на българските художници, секция „Декоративно-монументални изкуства“ на СБХ, от 1989 г.[1]

## Галерия
- Шадраванът пред Тютюневата фабрика в Пловдив (1988)
- Докосване. Рисунка, въглен, 100 х 70 см (1978)
- Длан. Дърво, 130 x 90 x 10 cm (1975)
- Мечтаене. Живопис, акрил, 100 х 70 см (1981)
- Човек със слушалки. Дърво, 100 x 70 x 10 cm (1988)
- Декоративни решетки в Клиниката по детска хирургия в Пловдив (1985)

## За него
- Марк Денис. Сага за Димчо Павлов. 2018, Фаст Принт Букс, ISBN 9786197312959